# Georges Achille-Fould
Pour les autres membres de la famille, voir Famille Fould.
Achille Valérie Fould dite Georges Achille-Fould (ou Georges Achille-Fould Stirbey), née le 24 août 1865 à Asnières et morte le 24 août 1951 à Uccle près de Bruxelles, est une artiste-peintre française.

## Biographie
Georges Achille Fould est la fille de Gustave Fould, homme politique et écrivain et de Valérie Wilhelmine Joséphine Simonin, plus connue sous le pseudonyme d'artiste de Gustave Haller. Elle a une sœur aînée, Consuelo Fould (1862-1927), qui sera artiste-peintre également.
Son père meurt en 1884. Sa mère se remarie avec le prince Stirbey qui adopte les deux filles. Les deux sœurs hériteront du château et du parc de Bécon, légué à la ville de Courbevoie, legs à l'origine du musée Roybet Fould.
En 1890, elle participe au premier Salon de la Société Nationale des Beaux Arts et y expose le tableau Morte-Saison.
En juin 1892, avec sa sœur aînée Consuelo, elles séjournent au château de Rosa Bonheur pour y peindre côte à côte son portrait dans son atelier.
Elle participa à une compétition artistique aux Jeux olympiques de 1924,.
Elle signe Achille-Fould.

## Œuvre
- Rosa Bonheur dans son atelier, h. 0,91 m, l. 1,24 m, 1893, Musée des Beaux-Arts d'Arras[5]
- Rosa Bonheur dans son atelier, 1893, Musée des Beaux-Arts de Bordeaux[6]
- Le Vin doux, exposé au Salon des Artistes Français de 1907[7]
- Que veux-tu ?, exposé au Salon des Artistes Français de 1909[8]
- C'est encore trop chaud !, Madame sans gêne, exposé au Salon des Artistes Français de 1911[9]
- La Charmeuse, exposé au Salon des Artistes Français de 1913[10]
- Parti pour l'école, vers 1920, gravée par Pierre-Gustave Taverne[11]

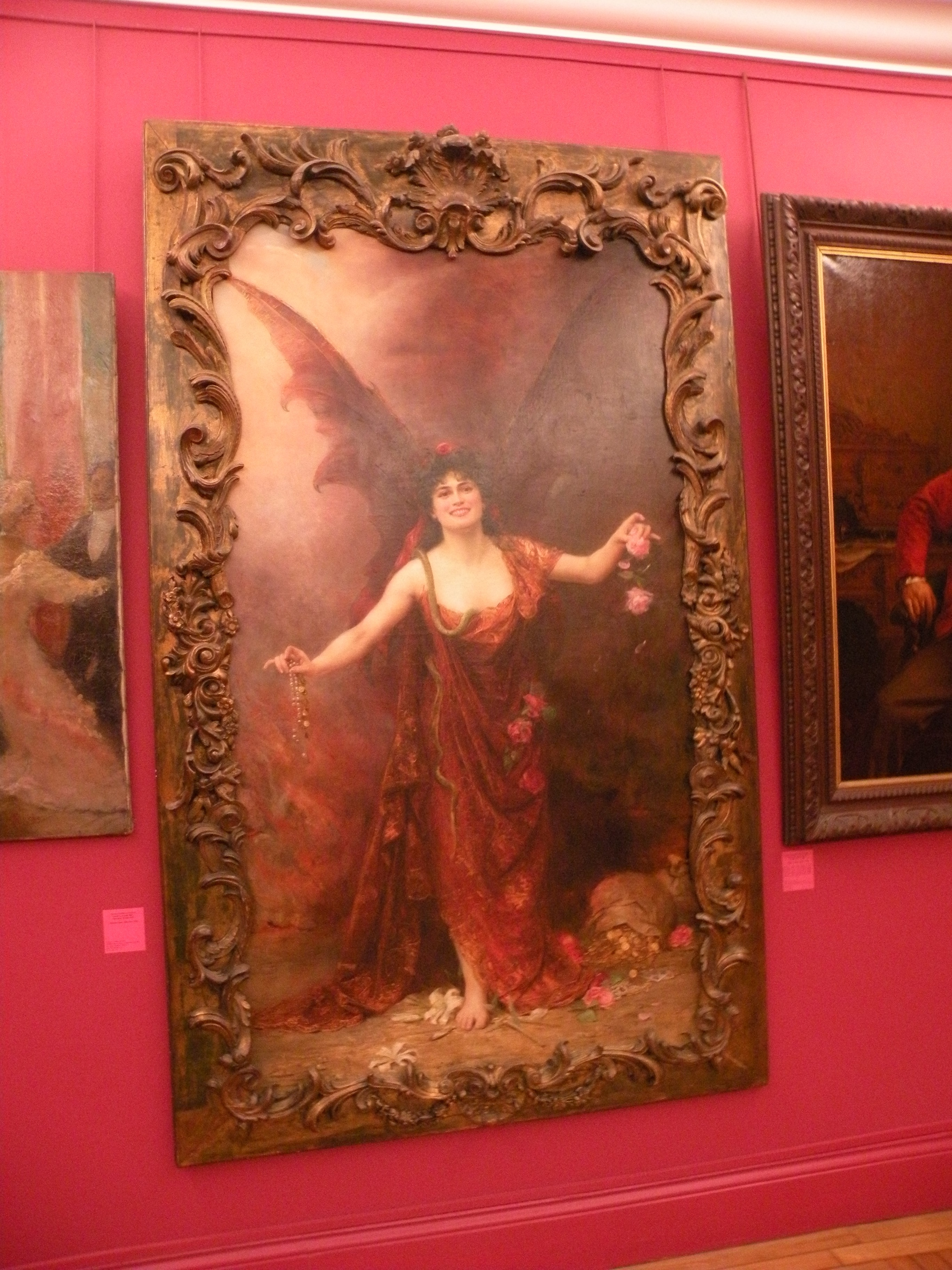
Madame Satan. Séduction. (1904, musée Antoine-Lécuyer)
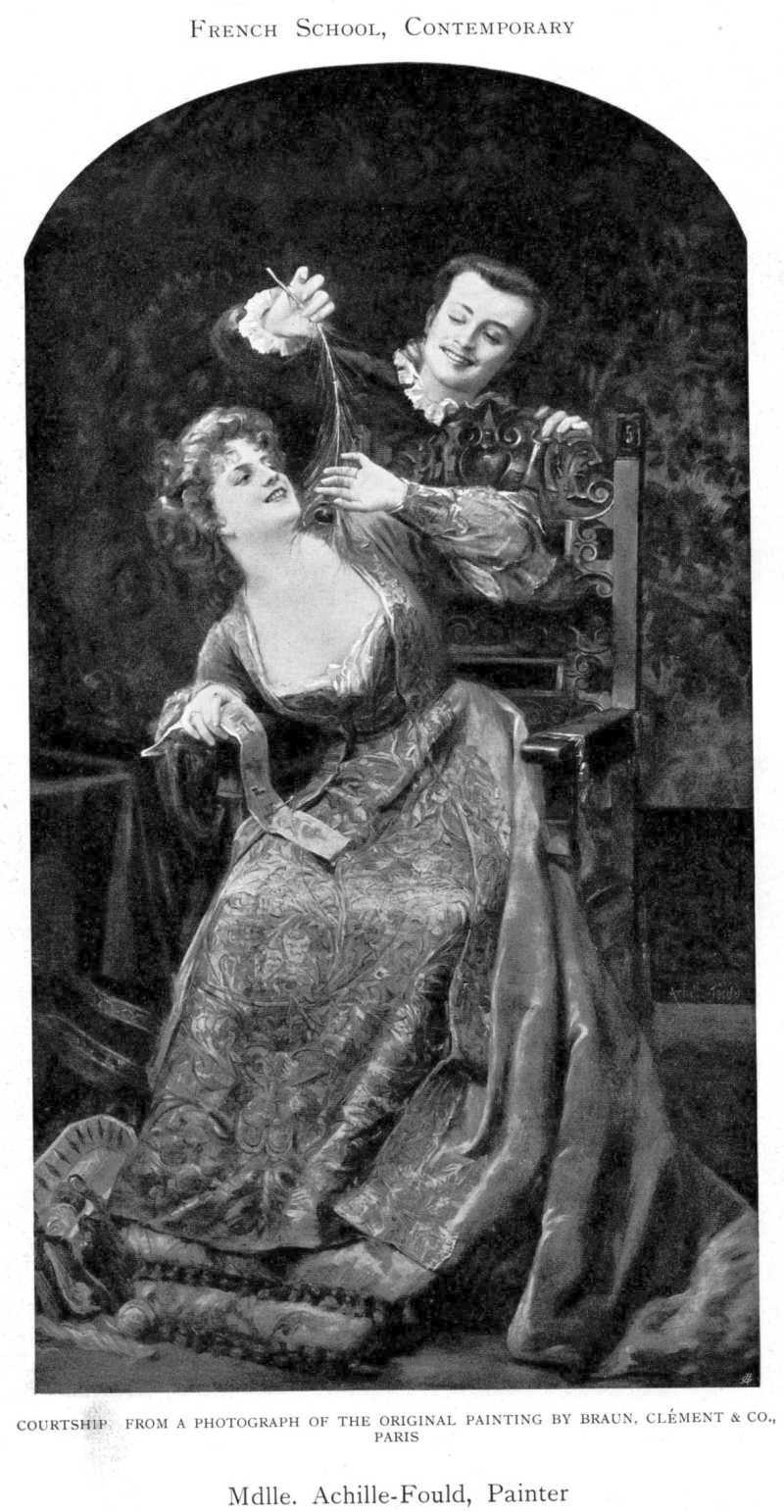
Courtship (séduction) gravure dans le livre Women painters of the world
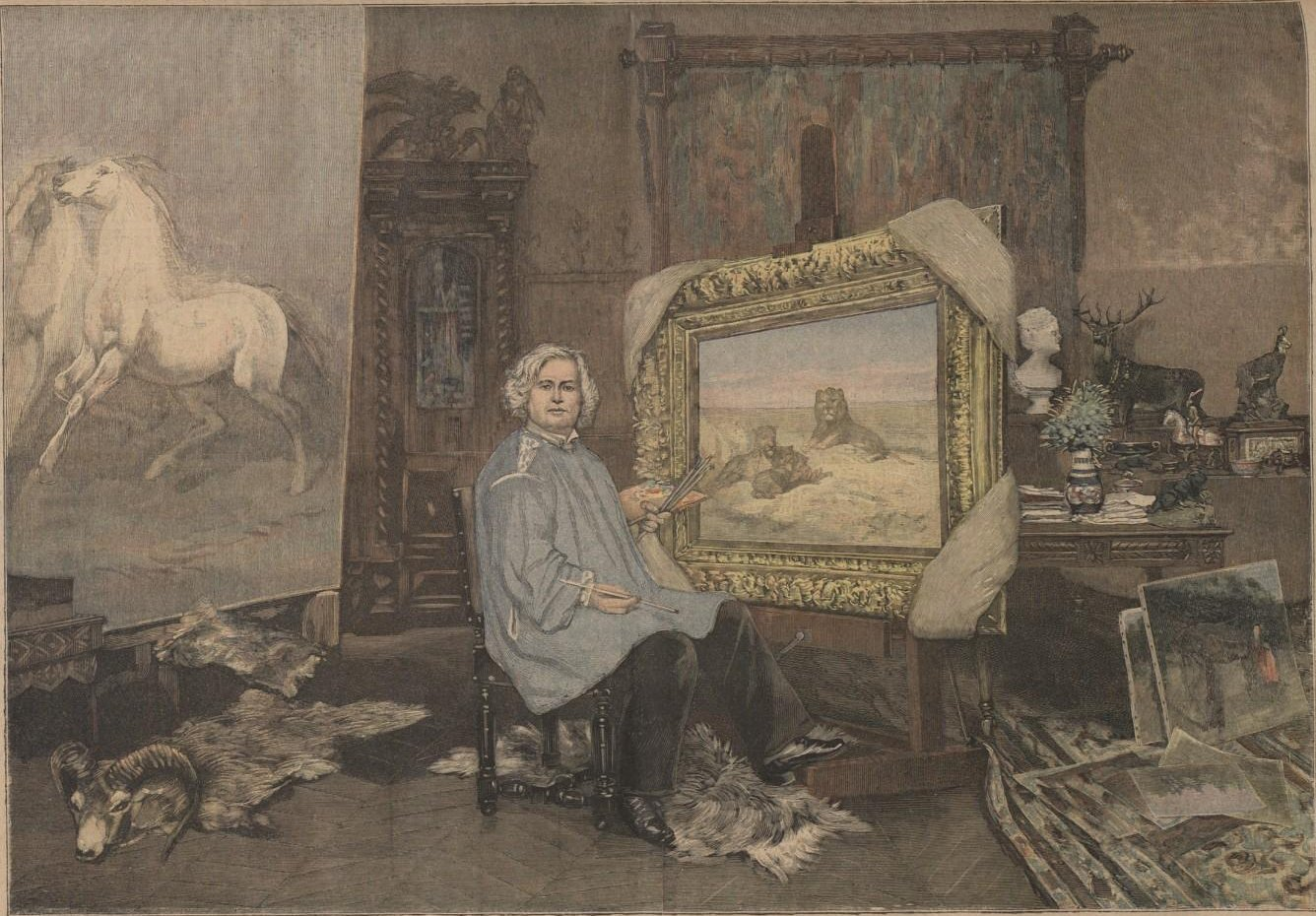
Rosa Bonheur dans son atelier. (1893, musée des Beaux-Arts de Arras 2023).

## Pour approfondir